# Junevi
Junevi (en georgiano: ხუნევი) es un pueblo del oeste de Georgia, ubicado en el sureste de la región de Imericia y parte del municipio de Jaragauli. 

## Geografía
Junevi se encuentra a orillas del río Dziruli, 43 kilómetros de Jaragauli.

## Demografía
La evolución demográfica de Junevi entre 2002 y 2014 fue la siguiente:
| 573                                             | 436 |
| (Fuente: Population of Georgia in Soviet times) |     |

Según el censo de 2014, los georgianos constituían el 99,8%.

## Infraestructura

### Arquitectura, monumentos y lugares de interés
Una iglesia del siglo XIX construida por griegos se encuentra en el cementerio del pueblo. 

### Transporte
El pueblo está conectado con Jaragauli por una carretera. 